# Гюнери, Элиф
Элиф Гюнери (тур. Elif Güneri; род. 10 сентября 1987, Карабюк) — турецкая боксёрша. Призёр чемпионатов мира 2014, 2016, 2018, 2019, 2022 и 2025 годов. Двукратная чемпионка Европы 2016 и 2019 годов. Член сборной Турции по боксу.

## Карьера
Семикратная победительница национального чемпионата в весовой категории до 75 кг (с 2010, 2012, 2013 гг.) и в весе до 81 кг (2014, 2016, 2017 и 2018 гг).
На чемпионате мира 2014 года в Корее, завоевала бронзовую медаль.
На чемпионате Европы 2016 года в Софии, в Болгарии, завоевала золотую медаль в категории до 81 кг, в финале победив венгерскую атлетку Петру Шатмари.
На чемпионате мира 2016 года в Астане, она вновь оказалась на призовом третьем месте.
На чемпионате Европы 2018 года в Софии, сумела вновь стать призёром континентального первенства, завоевав серебряную медаль чемпионата. Уступила в финале россиянке Марии Ураковой
На 10-м чемпионате мира по боксу среди женщин в Индии, в поединке 1/2 финала, 22 ноября 2018 года, турецкая спортсменка встретилась с китайской спортсменкой Ван Линой, уступила ей 1:4 и завершила выступление на мировом первенстве, завоевав бронзовую медаль турнира.
В 2019 году Элиф приняла участие в чемпионате Европы по боксу, который состоялся в Испании. Она добралась до финала, в котором победила свою соперницу и завоевала титул чемпионки континента.
Предолимпийский чемпионат мира 2019 года, который состоялся в Улан-Удэ в октябре, турецкая спортсменка завершила финальным поединком, уступив российской спортсменке Земфире Магомедалиевой по единогласному решению судей. В результате на одиннадцатом чемпионате мира по боксу среди женщин она завоевала серебряную медаль чемпионата.